# Edoardo Nesi
Edoardo Nesi (né le 9 novembre 1964 à Prato) est un écrivain et réalisateur italien. Il a remporté le Prix Strega 2011 avec Storia della mia gente (éd. Bompiani).

## Biographie
En novembre 2015, il quitte avec Umberto Eco les éditions Bompiani pour fonder à Milan La nave di Teseo, une nouvelle maison d'édition.

## Œuvres
Publiées en italien
- Fughe da fermo (1995), dont il a réalisé une adaptation pour le cinéma (même titre);
- Ride con gli angeli (1996);
- Rebecca (1999);
- Figli delle stelle (2001);
- L’età dell’oro (2004), Prix Bruno Cavallini et finaliste du Prix Strega;
- Per sempre (2007)
- Storia della mia gente (2010), Prix Strega 2011;
- L'Italia e i suoi giorni, in Grand Tour. Rivisitare l’Italia nei suoi 150 anni, Italianieuropei, 05/2010
- Miracolo inevitabile (2011) dans la collection  "Inédits d'auteurs" du Corriere della Sera;
- Le nostre vite senza ieri  (2012)

## Sources
- (it) Cet article est partiellement ou en totalité issu de l’article de Wikipédia en italien intitulé « Edoardo Nesi » (voir la liste des auteurs).